# Postschnellzug
Der Postschnellzug war ein Projekt der Deutschen Bundespost zu Anfang der 1950er Jahre, mit dem die Postbeförderung auf der Schiene beschleunigt werden sollte.

## Ausgangslage
Anfang der 1950er Jahre wurden Postsendungen im Landverkehr auf mittlere und größere Distanzen mit der Eisenbahn befördert (Bahnpost). Dafür gab es Bahnpostwagen oder Bahnpostabteile in planmäßigen Zügen der Deutschen Bundesbahn. Außerdem wurden Pakete in eigenen Güterwagen in Eilgüterzügen befördert.
Um die Postbeförderung auf der Schiene zu beschleunigen, sollten eigene Post-Züge mit einer Höchstgeschwindigkeit von 120 km/h verkehren.

## Entwicklung
In einem ersten Konzept wurde daran gearbeitet, einen entsprechenden Dieseltriebwagen zu entwickeln, analog zur gleichzeitig konzipierten DB-Baureihe VT 10.5. Dazu gab es 1951 einen Entwurf aus dem  Büro des Schnellverkehrs-Pioniers Franz Kruckenberg. Dieser sah einen viergliedrigen Triebzug vor, bei dem sich die Fahrzeugglieder jeweils auf eine gemeinsame Achse stützten, so wie das später beim VT 10 501 auch umgesetzt wurde.
Auf der Deutschen Verkehrsausstellung 1953 wurde jedoch ein anderes Konzept präsentiert: Drei besonders ausgestattete Bahnpostwagen und die „modernste Diesellokomotive […] Deutschlands“. Die Lokomotive sollte in der Zugmitte laufen und jeder der Bahnpostwagen war an jedem Ende mit einem Führerstand, wie er bei Steuerwagen üblich ist, ausgestattet. Die Wagen konnten auch in jeden aus Einzelwagen gebildeten Zug eingereiht werden. Es gab sie in drei Ausführungen, die entsprechend unterschiedlich ausgestattet waren für:
- Briefverkehr,
- Transport von Päckchen und Paketen,
- Briefverkehr, Päckchen und Pakete.

Die Wagen waren 26,4 m lang und wogen leer zwischen 33 und 37 t. Das Ladegewicht betrug 25 t. Sie liefen auf Drehgestellen der Bauart Minden-Deutz. In den Wagen, in denen Briefe sortiert wurden, gab es eine Anlage, die staubige Luft absaugte. Die Wagen waren von der Deutschen Bundespost in Auftrag gegeben worden und wurden durch das Posttechnische Zentralamt in Darmstadt, die Deutsche Bundesbahn und die Eisenbahnfahrzeughersteller Waggonfabrik Uerdingen, Waggonfabrik Gebrüder Credé und Hansa Waggonbau entwickelt.
Ein Einsatz dieses Postschnellzuges über die Präsentation auf der Verkehrsausstellung hinaus ist nicht bekannt.